# Leucophanes serratulum
Leucophanes serratulum är en bladmossart som beskrevs av Fleischer 1914. Leucophanes serratulum ingår i släktet Leucophanes och familjen Calymperaceae. Inga underarter finns listade i Catalogue of Life.